# Ctenocheilocaris armata
Ctenocheilocaris armata är en kräftdjursart som beskrevs av Jeanne Renaud-Mornant 1978-79. Ctenocheilocaris armata ingår i släktet Ctenocheilocaris och familjen Derocheilocarididae. Inga underarter finns listade i Catalogue of Life.